# Catherine McCormack
Catherine McCormack (Epsom, Surrey grófság, Anglia, 1972. április 3.) angol színésznő.

## Pályafutása
22 évesen debütált a Loaded című nem túl sikeres misztikus thrillerben Thandiwe Newton mellett. A nagyközönség A rettenthetetlen című történelmi drámában ismerte meg igazán, igaz nem kapott túl nagy szerepet a filmben, de így is emlékezetes maradt az alakítása.
1998-ban már főszerepet osztottak rá A velencei kurtizán című romantikus filmben Rufus Sewell partnereként. Ugyanebben az évben fontos szerepet kapott a nagy sikerű  Brian Friel színműből adaptált Pogánytáncban is, ahol olyan partnerei voltak, mint Michael Gambon és  Meryl Streep.
2000-ben egy művészi elemekkel is átszőtt horrorban bukkant fel, A vámpír árnyékában John Malkovich és Willem Dafoe mellett, de a Jóban-rosszban című vígjátékban is szerepet vállalt. 2001-ben két kémfilmben is látható volt, igaz mindkét alkalommal csak mellékszerepben. Előbb Pierce Brosnan oldalán tűnt fel A panamai szabó, majd Brad Pitt és Robert Redford mellett a Kémjátszma című filmekben. 2005-ben Edward Burns és Ben Kingsley partnere volt a Mennydörgő robaj című akciófilmben. 2007-ben a 28 héttel később című horrorban játszott.

## Filmjei
| Év   | Magyar cím                        | Eredeti cím            | Szerep                      | Magyar hang        | Rendező                 |
| ---- | --------------------------------- | ---------------------- | --------------------------- | ------------------ | ----------------------- |
| 1994 |                                   | Loaded                 | Rose                        |                    | Anna Campion            |
| 1995 | A rettenthetetlen                 | Braveheart             | Murron MacClannough         | Igó Éva            | Mel Gibson              |
| 1996 | Jégcsillag                        | North Star             | Sarah                       | Györgyi Anna       | Nils Gaup               |
| 1998 | Három nő háborúban és szerelemben | The Land Girls         | Stella                      | Roatis Andrea      | David Leland            |
| 1998 | A velencei kurtizán               | Dangerous Beauty       | Veronica Franco             | Igó Éva            | Marshall Herskovitz     |
| 1998 | Pogánytánc                        | Dancing at Lughnasa    | Christina 'Chrissy' Mundy   | Rudolf Teréz       | Pat O'Connor            |
| 1998 | Pogánytánc                        | Dancing at Lughnasa    | Christina 'Chrissy' Mundy   | Hámori Eszter      | Pat O'Connor            |
| 1999 | A szerelem forgandó               | This Year's Love       | Hannah                      |                    | David Kane              |
| 1999 |                                   | The Debtors            |                             |                    | Evi Quaid               |
| 2000 | A vámpír árnyéka                  | Shadow of the Vampire  | Greta Schröder              | Tallós Rita        | E. Elias Merhige        |
| 2000 | Angyali üdvözlet                  | A Rumor of Angels      | Mary Neubauer               |                    | Peter O'Fallon          |
| 2000 | Örvénylő vizeken                  | The Weight of Water    | Jean Janes                  | Orosz Anna         | Kathryn Bigelow         |
| 2000 | Jóban-rosszban                    | Born Romantic          | Jocelyn                     |                    | David Kane (2)          |
| 2001 | A panamai szabó                   | The Tailor of Panama   | Francesca Deane             | Fullajtár Andrea   | John Boorman            |
| 2001 | Kémjátszma                        | Spy Game               | Elizabeth Hadley            | Létay Dóra         | Tony Scott              |
| 2004 | Zsinóron                          | Strings                | Zita (hangja)               | Huszárik Kata      | Anders Rønnow Klarlund  |
| 2005 | Mennydörgő robaj                  | A Sound of Thunder     | Sonia Rand                  | Orosz Anna         | Peter Hyams             |
| 2006 | Reneszánsz                        | Renaissance            | Bislane Tasuiev (hangja)    |                    | Christian Volckman      |
| 2007 | A Hold és a csillagok             | The Moon and the Stars | Kristina Baumgarten / Tosca | Tóth Enikő         | John Irvin              |
| 2007 | 28 héttel később                  | 28 Weeks Later         | Alice                       | Pálfi Kata         | Juan Carlos Fresnadillo |
| 2013 |                                   | The Fold               | Rebecca Ashton              |                    | John Jencks             |
| 2014 | Káprázatos holdvilág              | Magic in the Moonlight | Olivia                      | Bálint Adrienn     | Woody Allen             |
| 2016 |                                   | The Journey            | Kate Elgar                  |                    | Nick Hamm               |
| 2017 | Hajnali ígéret                    | Promise at Dawn        | Lesley Blanch               |                    | Éric Barbier            |
| 2019 | A nevek dala                      | The Song of Names      | Helen                       | Nagy-Kálózy Eszter | François Girard         |
| 2019 |                                   | Cordelia               | Kate                        |                    | Adrian Shergold         |
| 2025 | Az oxfordi évem                   | My Oxford Year         | Antonia Davenport           | Igó Éva            | Iain Morris             |